# Curtiss-Wright C-76 Caravan
El Curtiss-Wright C-76 Caravan (designación de compañía CW-27) fue un avión de transporte militar estadounidense construido en madera. El C-76 estaba destinado a ser un avión sustituto estándar en el caso de que se produjera escasez de aleaciones ligeras en tiempo de guerra. Sin embargo, tanto el prototipo como los aviones de producción fracasaron en varias pruebas estáticas y de vuelo críticas, y una vez que la producción de aluminio estadounidense se mostró suficiente para los requerimientos de la defensa en tiempo de guerra, las órdenes para los C-76 fueron canceladas y la producción detenida.  

## Diseño y desarrollo

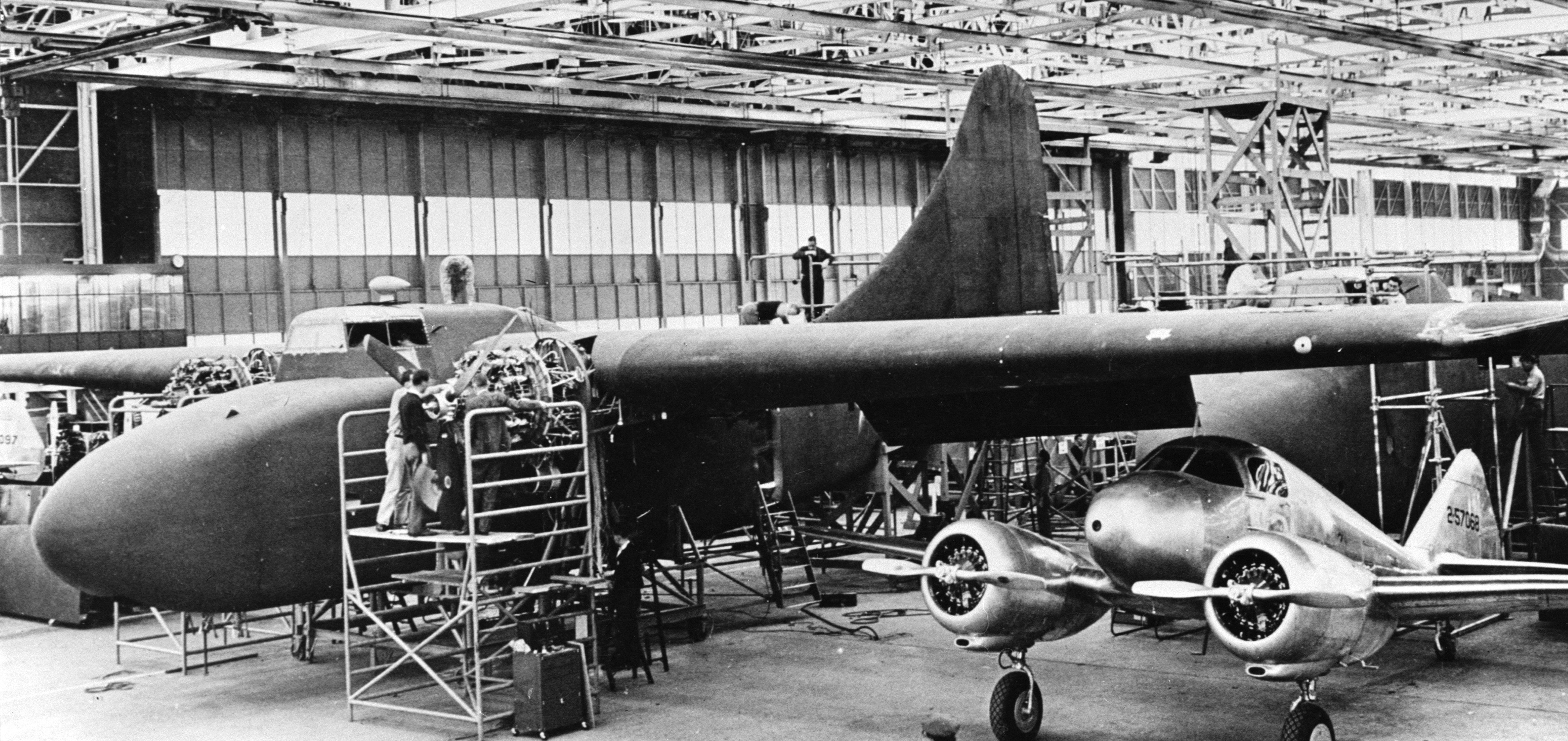
Curtiss AT-9 bajo el ala de un C-76, en Curtiss-Wright en 1943.

En 1941, Curtiss-Wright fue contratada por las Fuerzas Aéreas del Ejército de los Estados Unidos para diseñar y construir un avión de transporte militar totalmente en madera, alcanzando o excediendo las especificaciones en prestaciones del Douglas C-47 Skytrain ya en servicio. 
El Curtiss-Wright CW-27 fue diseñado por George A. Page, Jr., diseñador jefe de Curtiss-Wright, como un avión de transporte de carga de ala alta bimotor, utilizando una construcción de contrachapado con un tren de aterrizaje triciclo. Aunque el británico de Havilland Mosquito había empleado exitosamente una construcción de contrachapado usando un núcleo de madera de balsa con un exterior de madera de abedul, los ingenieros de Curtiss-Wright, usando las investigaciones proporcionadas por el Laboratorio de Productos Forestales, rechazaron esta propuesta, insistiendo en su lugar en una construcción de contrachapado de caoba densa, que incrementaba  enormemente el peso del avión. A solicitud de Curtiss, el Mando de Material del Ejército se proveyó de grandes cantidades de caoba, y una serie de fabricantes de muebles, incluyendo la Baldwin Piano Company, fue subcontratada para construir componentes del avión, que sería ensamblado en la nueva planta de defensa de Curtiss-Wright en Louisville, Kentucky.
Se montó un motor radial en cada ala, y el avión fue capaz de llevar a 23 personas o una carga equivalente. El Caravan tenía una sección de morro que giraba hacia la derecha para permitir la introducción de grandes cargas, incluyendo un jeep o pequeñas piezas de artillería. 
El contrato original solicitaba 11 aviones de preproducción YC-76, y el primer avión fue construido y probado en la planta de Curtiss-Wright de la División de San Luis, Misuri. Posteriormente, las USAAF emitieron órdenes por cinco aviones de producción C-76 y nueve YC-76A revisados, con las líneas de producción en la planta de Curtiss-Wright en Louisville, así como en una fábrica de la Higgins Aircraft en Nueva Orleans, Luisiana. Para mantener el contrachapado flexible durante la construcción, las fábricas se mantenían calientes y húmedas. El prototipo YC-76 voló por primera vez el 5 de enero de 1943. 
Solo se completaron cinco aviones de producción en 1943: tres en la División de San Luis de Curtiss-Wright, y dos en una nueva planta en Louisville, Kentucky, que fue acabada en mayo de 1942. El contrato de la Higgins Aircraft Co. fue cancelado por el Ejército el 3 de agosto de 1943, antes de que la fábrica de Higgins en Nueva Orleans hubiera sido completada, y Higgins fue recompensada con otro contrato para producir el C-46 Commando.

## Historia operacional

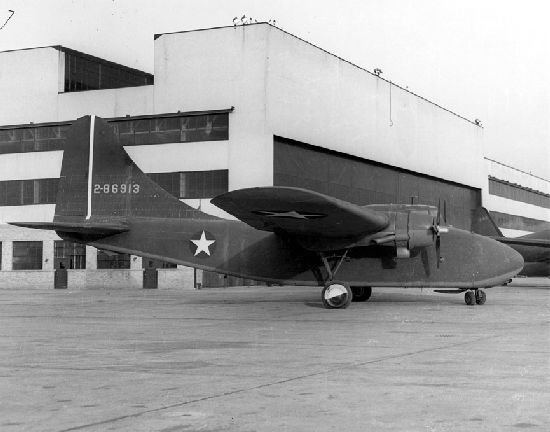
El YC-76.

El primer vuelo del prototipo YC-76 se realizó el 5 de enero de 1943. El C-76 demostró estar severamente infrapotenciado desde el comienzo, con una velocidad de crucero de 260 km/h, un techo de vuelo de 6900 m (22 600 pies), un alcance de solo 1210 km, y una capacidad de carga de menos de 3600 kg. El coronel J. W.  Sessums, oficial de las USAAF del Mando de Material Aéreo en Wright Field, relató más tarde: 

El primer vuelo [del C-76] fue realizado y el avión era muy pesado. Desarrolló varias vibraciones serias. De hecho, el piloto quedó muy contento de realizar un circuito rápido y volver al suelo... dos de los pilotos de pruebas de Curtiss realizaron un vuelo con él y el Ejército solicitó que nuestro oficial del proyecto del avión fuera autorizado a volar en este viaje. La compañía Curtiss se negó. Estuvimos muy contentos de que se negaran porque en su segundo vuelo, [el C-76] se estrelló y se perdieron los pilotos y el avión.

Comparado con otros aviones de carga que entraban en servicio, en C-76 ya estaba obsoleto, incluso por su método prioritario de construcción. Además, el C-76 fracasó en una serie de pruebas críticas de vuelo. Se descubrió en las pruebas que el C-76 era inestable cuando no llevaba carga; para obtener un centro de gravedad estable, el avión tenía que ser lastrado más allá de su peso máximo de despegue permisible. A cualquier velocidad, o con cualquier viento racheado, los elevadores del C-76 aleteaban de un lado a otro violentamente. La estructura del ala falló en ocho pruebas estáticas separadas, algunas con una carga de menos del 40% de la capacidad estimada del ala. Los fallos del ala fueron atribuidos por algunas fuentes al fallo de los conectores usados para asegurar los componentes de madera del avión. Se añadieron numerosos conectores adicionales, estribos metálicos y refuerzos de contrachapado a la estructura en un intento de reforzarla, aumentando así el peso general del avión. 
En la planta de Louisville, los trabajadores de la línea de Curtiss recordarían más tarde dos aviones de producción C-76 que fueron guardados por un tiempo en el edificio de ensamblaje, siendo un avión canibalizado para mantener al otro en condiciones de vuelo. El 10 de mayo de 1943, el primer YC-76 construido en la planta de Louisville, Kentucky, 42-86918, perdió su unidad de cola durante el vuelo de pruebas debido a la falta de unos tornillos de seguridad olvidados, estrellándose en Okolona, Kentucky, muriendo tres tripulantes de pruebas de Curtiss-Wright, el piloto Ed Schubinger, el copiloto John L. “Duke” Trowbridge, y el ingeniero Robert G. Scudder. Como las medidas de prioridad de guerra diseñadas para incrementar la producción de aluminio se mostraron exitosas, la temida escasez de aleaciones ligeras nunca se materializó. Aún más, el Mando de Entrenamiento de las USAAF había comenzado a remitir quejas generalizadas de la insuficiente vida útil de sus entrenadores básicos Fairchild PT-19 de alas de madera, cuando se exponían a mucha temperatura en sus bases de entrenamiento localizadas en Texas y Florida.
El Departamento de Guerra canceló sus órdenes del C-76 el 3 de agosto de 1943. En la Caja 2719, Record Group 342, Archivos Nacionales, Colección de Sarah Clarke, se documenta la disposición de los 25 aviones YC-76 por la que los Artículos #1, #3, #4 y #5 pasan a la categoría “Z”, ZC-76, debido a las pobres condiciones de pegado y procedimiento de ensamblado realizadas por los subcontratistas, encontradas en las inspecciones de los trabajos de los mismos por parte de la División de Material. Estos aviones fueron asignados al Mando de Entrenamiento Técnico y fueron usados solo tierra. El Artículo #2 fue destruido en pruebas estáticas en  Wright Field. El Artículo #6 se perdió en un accidente. El Artículo #9 estaba en reparaciones, pero fueron detenidas y el avión emplazado a la Clase 26, estado no operativo. El Mando del Servicio Aéreo operó 12 YC-76 como base para pruebas de servicio durante 9 meses y encontró que requerían excesivos hombres-hora de mantenimiento. Se sugirió que fueran pasados a la Clase 26 o a Investigación.  
La disposición final de los aviones, el 1 de octubre de 1945, por carta del Mando del Servicio Aéreo Técnico, fue: 1- Lavado a la entrega de la fábrica, 5- Clase 26, 10- Investigación, 1- No reparable, 8- En reconstrucción para ser vendidos a Finance Corp. como excedentes. Mientras tanto, las plantas de Curtiss-Wright de Búfalo, Nueva York, y Louisville, Kentucky, pasaron a una producción total del Curtiss C-46 Commando. El Mando de Material de las USAAF estimó más tarde que  todo el proyecto C-76 costó 400 millones de dólares al Gobierno estadounidense y varios meses de tiempo de producción perdidos.

## Variantes
YC-76
Prototipos, 11 construidos.
C-76
Aviones de producción construidos en San Luis, cinco construidos.
YC-76A
Variante de producción, nueve construidos.
C-76A
Variante de producción, orden cancelada de 175 unidades, ninguno construido.

## Operadores
Estados Unidos
- Fuerzas Aéreas del Ejército de los Estados Unidos

## Especificaciones

### Características generales
- Tripulación: Uno-dos (pilotos)
- Capacidad: 23 en total
- Longitud: 20,8 m (68,3 ft)
- Envergadura: 33 m (108,2 ft)
- Altura: 8,3 m (27,3 ft)
- Superficie alar: 144,9 m² (1560,1 ft²)
- Peso vacío: 8301 kg (18 295,4 lb)
- Peso máximo al despegue: 12 701 kg (27 993 lb)
- Planta motriz: 2× motor radial de 14 cilindros en dos filas, sobrealimentado y refrigerado por aire Pratt & Whitney R-1830-92 Twin Wasp.
  - Potencia: 895 kW (1234 HP; 1217 CV) cada uno.

### Rendimiento
- Velocidad máxima operativa (Vno): 309 km/h (192 MPH; 167 kt)
- Velocidad crucero (Vc): 260 km/h (162 MPH; 140 kt)
- Alcance: 1207 km (652 nmi; 750 mi)
- Techo de vuelo: 6888 m (22 598 ft)

## Aeronaves relacionadas

### Secuencias de designación
- Secuencia CW-_ (interna de Curtiss-Wright): ← CW-23 - CW-24 - CW-25 - CW-27 - CW-29 - CW-32 - CW-40
- Secuencia C-_ (Aviones de Carga del USAAC/USAAF/USAF, 1924-1962): ← C-73 - C-74 - C-75 - C-76 - C-77/B-D - C-78 - C-79 →